# ستيف هولبرووك
ستيف هولبرووك (بالإنجليزية: Steve Holbrook)‏ هو لاعب كرة قدم بريطاني، ولد في 16 سبتمبر 1952 في Richmond, North Yorkshire ‏ في المملكة المتحدة. لعب مع دارلينجتون إف سى وهال سيتي.